# Edson (Alberta)
Edson [ˈɛdsən] ist eine Ortschaft in Alberta, Kanada, etwa 200 km westlich von Edmonton. Die Ortschaft hat seit dem Jahr 1911 den Status einer Kleinstadt (englisch Town) und ist der Verwaltungssitz des Yellowhead Countys. Die Stadt, die bis 1911 Heatherwood hieß, wurde nach Edson J. Chamberlain benannt, der stellvertretender Vorsitzender der Grand Trunk Pacific Railway war.
Die Ortschaft hatte ursprünglich Bedeutung als Eisenbahnanlage auf der Strecke zwischen Edmonton und Hinton. Edson liegt am Highway 16 (Yellowhead Route), der in den 1950er-Jahren ausgebaut wurde und heute zu den verkehrsreichsten Strecken in Alberta gehört. Die lokale Industrie besteht hauptsächlich aus Steinkohlenbergbau, Erdgasförderung, Forstwirtschaft und der Herstellung von Produkten für die Bauwirtschaft. Edson liegt in einer Landschaft, die von borealem Wald, sandigen Hügeln und Sümpfen gekennzeichnet ist.

## Demographie
Der Zensus im Jahr 2016 ergab für die Gemeinde eine Bevölkerungszahl von 8414 Einwohnern, nachdem der Zensus im Jahr 2011 für die Gemeinde noch eine Bevölkerungszahl von 8475 Einwohnern ergab. Die Bevölkerung hat dabei im Vergleich zum letzten Zensus im Jahr 2011 entgegen der Entwicklung in der Provinz um 0,7 % abgenommen, während der Provinzdurchschnitt bei einer Bevölkerungszunahme von 11,6 % lag. Im Zensuszeitraum 2006 bis 2011 hatte die Einwohnerzahl in der Gemeinde noch um 4,7 % zugenommen, während sie im Provinzdurchschnitt um 10,8 % zunahm.